# Gauche moderne
Gauche moderne (GM) (česky Moderní levice) je francouzská politická strana, kterou založil v roce 2007 Jean-Marie Bockel. Strana vzešla ze stejnojmenné frakce v Socialistické straně (PS), která se hlásila k sociálnímu liberalismu a blairismu. Jedním z důvodů pro založení strany bylo „otevření se levici“, které vyhlásil Nicolas Sarkozy po svém zvolení prezidentem.
GM se hlásí k levému středu politického spektra, prosazuje solidární tržní ekonomiku a pragmatickou politiku.
V současné době je zastoupena pouze jedním senátorem, který je členem Evropského demokratického a sociálního shromáždění, tj. klubu, který sdružuje strany levého a pravého středu v Senátu.
Pro volby do Evropského parlamentu 2009 nepostavila vlastní kandidátku, ale spojila se stranami Prezidentské většiny Nicoalse Sarkozyho (Svaz pro lidové hnutí, Nový střed). Z 29 zvolených kandidátů UMP jsou dva členy GM (Marielle Gallo, Michèle Striffler).